# Paul Oboukhov
Paul Matveïevitch Oboukhov (né le 11 novembre 1820 a.s. à Nijniaïa Toura et mort le 13 janvier 1869 a.s. dans le village de Piatra, gouvernement de Bessarabie) est un ingénieur des mines russe. Ses recherches sur la métallurgie ainsi que son activité d'industriel ont joué un rôle central dans la modernisation de l’artillerie russe et, au-delà, dans le développement de l'industrie lourde en Russie.

## Biographie

### Origines
Oboukhov est issu d'une vieille famille de travailleurs du fer de l'Oural. Son grand-père Féodor Oboukhov était un forgeron qui, quoiqu'illettré, reçut le titre de maître de forges en reconnaissance de sa maîtrise du travail des métaux. Son père Matveï Oboukhov entra d'abord comme comptable en 1801 aux forges de Votkinsk, accéda aux fonctions de contremaître et vers 1822 fut affecté à la fonderie de Serebriansk. Il y fit curer les rigoles et réparer les roues hydrauliques, de sorte qu'il fut admis apprenti-ingénieur des mines malgré son manque de formation. En 1835, il était nommé directeur de la fonderie de Kouchva. À sa retraite, il continua d'être employé comme superviseur de la fonderie de Votkinsk. Le frère aîné d'Oboukhov, Stéphane Matveïevitch (né en 1807) étudia, lui, à l'École des mines de Saint-Pétersbourg, puis travailla dans l'Oural avant de devenir en 1845 superviseur au raffinage des mines d'or de Nijniaïa Toura.

### Recherches sur le damasquinage
Paul Oboukhov manifesta très tôt un intérêt pour la construction : dès l'âge de seize ans, il dessinait des barrages, des roues hydrauliques et des hauts fourneaux. Admis en 1832 à l'École des mines de Saint-Pétersbourg, il y acheva sa formation en 1843 comme major et fut reçu ingénieur, affecté aux mines de fer de  Blagodat, près de Kouchva dans l'Oural. Employé de 1844 à 1846 comme chef d'atelier aux usines Serebriansk à Nijni Taguil, il candidata à une bourse du gouvernement pour pouvoir étudier deux ans à l’étranger (moyennant l'engagement de servir encore six années après sa promotion). Cette bourse lui permit d'étudier les techniques modernes d'exploitation minière en Allemagne et en Belgique, particulièrement pour les minéraux ferreux et cuivreux, ainsi que le génie mécanique.
À son retour, en 1848, Oboukhov consacra d'abord quatre mois à Saint-Pétersbourg pour rédiger son compte-rendu de stage puis il reprit son travail à l'usine de Serebriansk. À la fin de cette année-là, il était promu directeur commercial de l'usine de Kouchva. Là, il conçut le projet de produire des aciers damasquinés pour l'armée, et se plongea à cette fin dans les travaux de P. P. Anossov. Bien qu'il eût réuni autour de lui une pléiade de jeunes talentueux et motivés, les contraintes financières et techniques retardaient le développement de la nouvelle filière. Ce n'est qu'après son affectation en 1851 au poste de directeur commercial de l'usine métallurgique de Ioug qu'il parvint à mener ses expériences de fabrication d'acier damasquiné. Il parvint finalement à forger en 1853 une plaque en acier épaisse de 3/4 ligne résistant aux surpressions lors des tirs d'obus, là où les cuirassements d'épaisseur double produits par les forges de Zlatoust se fissuraient dans 30 % des cas.

### La production de canons
Le siège de Sébastopol (1854–1855) et les différents combats de la guerre de Crimée avaient montré que les canons en bronze à âme lisse de l'armée russe étaient dépassés, et qu'il devenait urgent de leur substituer des canons modernes en acier. Oboukhov prit en 1854 ses fonctions de directeur de la manufacture d'armes de Zlatoust, dont le gouvernement avait programmé la reconversion vers la production d'armes à feu ; mais il fallait pour cela employer des aciers durs, qu'on ne pouvait se procurer que sur les marchés étrangers. Oboukhov mit au point un nouveau procédé de fabrication d'acier au coke en coulée, breveté en 1857, qui permettait la coulée de tubes. Il fit d'abord des essais à charge de poudre croissante, et découvrit que, tandis que les canons Krupp explosaient avec une charge octuplée, les canons produits à Zlatoust résistaient à une charge multipliée par quatorze. Au vu de ces résultats favorables, il lança la production de canons en série.
Oboukhov obtint un privilège d'exploitation pour l'étranger ainsi qu'une pension de 600 roubles. Il fut décoré de l'ordre de Saint-Stanislas de 3e classe et avancé au grade de lieutenant-colonel. Après un séjour de six mois en Allemagne, où il étudia l'organisation détaillée des usines Krupp, il mit sur pied les plans d'une première usine sidérurgique pour la Russie, qui lui valut d'être décoré de l'ordre de Sainte-Anne de 3e classe. Le tsar Alexandre II décréta lui-même l'octroi de fonds impériaux pour ce programme. Oboukhov déconseilla le choix du site de Zlatoust, à cause du coût du transport et de la médiocrité des voies de communication (le fret entre Zlatoust et Birsk devait d'abord être assuré par des tombereaux à chevaux, puis chargé sur les navires remontant la Belaïa), mais ses clients, ainsi que des autorités aussi influentes que le Grand-duc Michel Nikolaïevitch, oncle du tsar, insistèrent pour Zlatoust : c'est ainsi qu'en 1859 sortirent de terre à Zlatoust les forges du Grand-duc Michel Nikolaïevitch, où dès 1860 on coulait l'acier des tubes de canon : la Russie  se dotait enfin d'un centre national de fabrication d'artillerie. On effectua en 1860 des tests comparatifs sur le Champ de Mars de Saint-Pétersbourg entre trois canons de même perce, l'un en acier Krupp, le second en acier anglais et le dernier en acier de Zlatoust : aucun des deux premiers ne put tirer plus de 2 000 coups, cependant qu'avec le dernier 4 017 coups furent tirés en l'espace de quatre mois ; au surplus, il était moins onéreux d'utiliser de l'acier russe. Les canons en acier russe furent présentés à l'Exposition universelle de 1862 ; ils sont aujourd'hui conservés au Musée de l'Artillerie de Saint-Pétersbourg.

### Développement de l'artillerie de marine
En 1861, Oboukhov fut élu membre correspondant de la commission scientifique du Conseil supérieur de l'Artillerie, conserva jusqu'en 1863 la direction des mines aux Forges de Zlatoust, et fut élevé à l'ordre de Sainte-Anne de 2e classe. Promu colonel, il fut décoré de l'ordre de Saint-Vladimir de 4e classe. Il bénéficiait en outre de royalties de 35 kopeck par poud de fonte coulée, ce qui assura sa fortune. Il demeura à Saint-Pétersbourg et persuada l'amiral Krabbe de financer la production de canons de marine dans l'Oural. Les usines Krupp lui offrirent un poste de direction qu'il refusa.
En 1861, Oboukhov conclut un accord avec l'entrepreneur N. I. Poutilov afin d'accroître le volume de la production de fonte pour la fabrication de canons de marine. Il proposa simultanément aux amiraux N. K. Krabbe et Poutiatine un projet de fonderie travaillant exclusivement pour la flotte russe, qui fut cependant repoussé par le ministre des Finances Reutern ; il obtint toutefois en 1863 l'adjucation d'une usine de canons subventionnée par le Ministère de la Marine : ce fut la Coopérative P. M. Oboukhov, avec pour actionnaires N. I. Poutilov et le négociant S. G. Koudriavtsev. Le prince Pierre d'Oldenbourg lui accorda un bail gratuit de 72 ans sur les terrains de l'ancienne filature de coton Alexandre, non loin des berges de la Neva, le long de la ligne Nikolas près de Saint-Pétersbourg. C'est là qu'en 1863 il fonda l'aciérie Oboukhov (rebaptisée usines des Bolcheviks après la révolution d’Octobre), dont la première coulée d'acier sortit en 1864[réf. souhaitée]. La coopérative déposa son bilan en 1865, mais Poutilov créa sa propre entreprise (l'actuelle usine Poutilov). Il y développa jusqu'en 1868 une production métallurgique tout en poursuivant ses recherches sur la sidérurgie, et fut nommé conseiller d’État. Il était obsédé par la maîtrise des défauts de moulage (retassures, fragilités, cavernes), qui ne seront pratiquement résolus que par son successeur, D. K. Tchernov.
Oboukhov démissionna pour raison de santé à l'automne 1868 et partit en cure au bord de la mer Noire, sans toutefois parvenir à se rétablir de la phtisie : il mourut dans le Gouvernement de Bessarabie, et son corps rapatrié fut inhumé au cimetière du monastère Saint-Alexandre-Nevski. Il consacra une grande partie de ses legs testamentaires à la construction d'un hôpital, d'un hospice pour ouvriers retraités, d'une école technique supérieure et de bourses pour les fils de contremaîtres. L'usine sidérurgique de Saint-Pétersbourg fut rebaptisée en 1869 usine Oboukhov, et rachetée en 1886 par l'Amirauté, qui dès 1871 mit un terme définitif à son contrat avec les usines Krupp : tous les navires de la marine impériale seront désormais armés de canons russes. Les batteries Oboukhov ont été célébrées en 1872 lors de l'« Exposition Politique Moscou » puis exposées en 1873 pour l'Exposition universelle de Vienne. Dès 1908 , l'usine produisait pour la Marine et l'Armée impériales, non seulement des canons de tous calibres, mais aussi des mines, des torpilles et d'autres types d'arme. Dans la terminologie militaire russe, ces armes étaient frappées de l'abréviation LSP ou LSPO (initiales de « Forges Paul-Oboukhov »).